# Slovenska protifašistična ženska zveza
Slovenska protifašistična ženska zveza (SPŽZ) je bila ustanovljena z okrožnico Izvršnega odbora OF kot samostojna organizacija 21. januarja 1943. Bila je sestavni del jugoslovanske Protifašistične fronte žena (bolj znane pod kratico AFŽ), ki je bila ustanovljena 6. decembra 1942 v Bosanskem Petrovcu.
Naloge zveze so bile predvsem vezane na politično, socialno in materialno podporo ter pomoč narodnoosvobodilnemu gibanju in narodnoosvobodilni vojski. Organizacijsko je bila SPŽZ sestavljena iz (hierarhično gledano s spodnje strani) terenskih, okrajnih, okrožnih, pokrajinskih odborov do glavnega odbora. Vsi odbori SPŽZ so bili voljeni, prvi Glavni odbor pa je bil izvoljen na 1. kongresu SPŽZ, ki je bil organiziran 16. oktobra 1943 v Dobrniču.
Do ustanovitve zveze  so slovenske ženske delovale v okviru odborov Osvobodilna fronte Slovenskega naroda. Po osvoboditvi se je SPŽZ preimenovala v Antifašistično fronto žena Slovenije, 1953 pa v Zvezo ženskih društev v okviru SZDL.